# 曾獻基
曾獻基(Ronald Tsang， 1965年—2004年2月8日），是生於香港，著名導演陳德森好友，是日本UFJ瑞士銀行股份有限公司（現時為三菱日聯國際證券股份有限公司）原副總裁，也是金川映畫創辦人之一。拍過《台北晚9朝5》、《尋找周杰倫》等作品。
但因受到個人財政困擾，在深灣遊艇會於豪華遊艇內自殺身亡，令原本拍《十月圍城》拖足5年，5年後，《十月圍城》片尾一句為「导演陈德森特别感谢曾献基先生」，以悼念曾經是出品發行者。

## 相關
- 香港"打工皇帝"豪华游艇上自杀 据称受财务困扰 （页面存档备份，存于）
- 十月围城的秘密－曾献基 （页面存档备份，存于）
- 《十月围城》被爆因投资者曾献基自杀搁浅5年 （页面存档备份，存于）